# گلوجه محمدخان

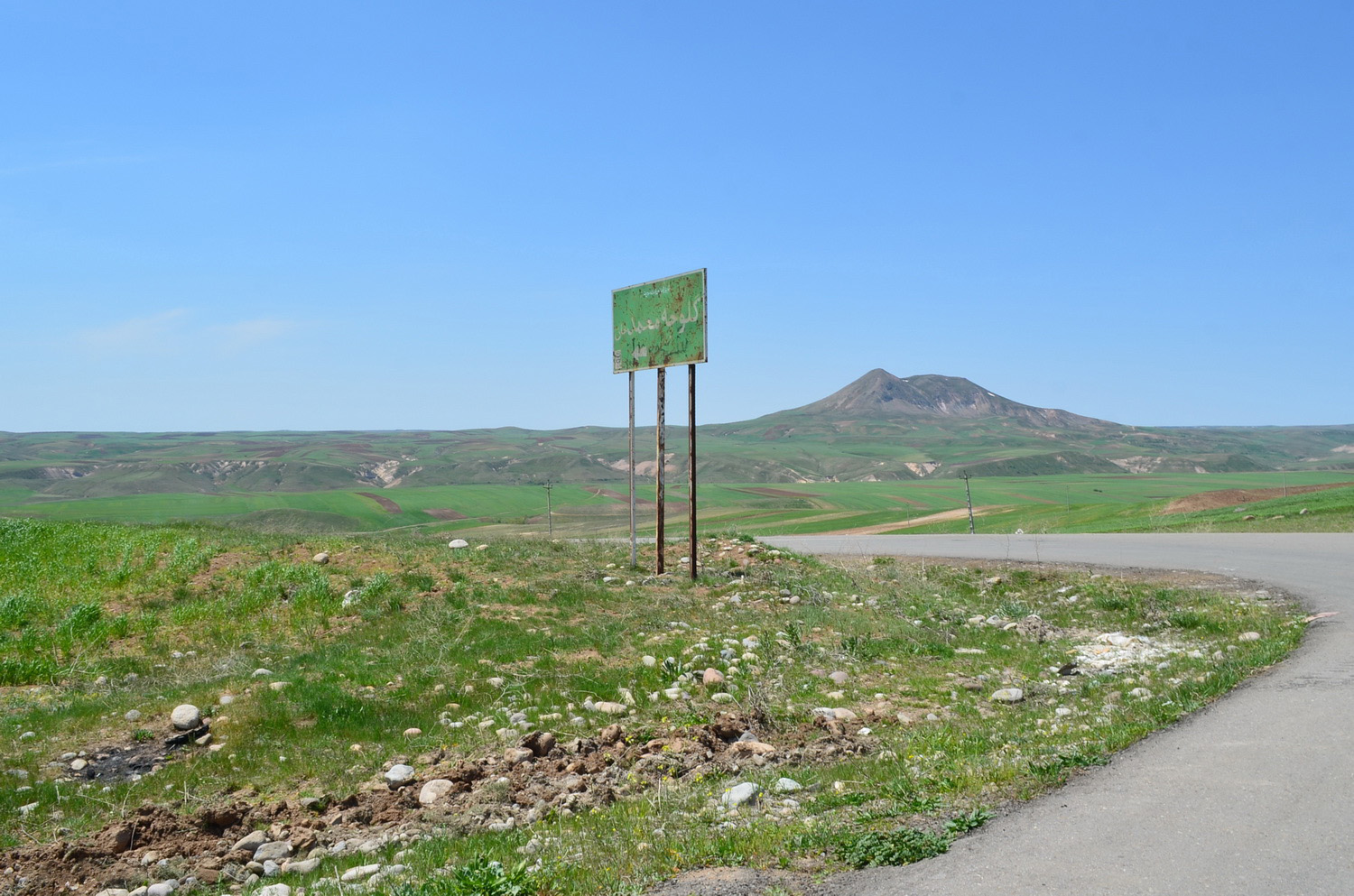
جادهٔ گلوجه محمدخان

گلوجه محمدخان یکی از روستاهای استان آذربایجان شرقی است که در دهستان قرانقو بخش مرکزی شهرستان هشترود واقع شده‌است.